# 沢和希
沢 和希（さわ かずき、1992年3月18日 - ）は、北海道出身の男性俳優。身長175cm。体重64kg。TOP ON AGENT所属。アクトレインクラブ業務提携。

## 出演作品

### 映画
- 全開の唄（2014年） - 学生 役
- 奴隷区（2014年） - 研究員 役

### 舞台
- I AM HAM（2012年） - スタッフ 役
- 浅草紅團 ASAKUSA RED GANG（2013年） - 浜成 役
- 浅草ロメオとジュリエッタ（2014年） - 鳴きの酉松 役